# Jacinda Ardern
Jacinda Kate Laurell Ardern (Hamilton, 26. srpnja 1980.) je novozelandska političarka, bivša 40. premijerka Novog Zelanda i vođa laburističke stranke. Zastupnica je u parlamentu od ožujka 2017., nakon što je prvi put izabrana u Zastupnički dom kao zastupnica na listi 2008. godine.
Rođena u Hamiltonu, a odrasla je u Morrinsvilleu i Muruparau, gdje je pohađala državnu školu. Nakon što je 2001. diplomirala na Sveučilištu Waikato, Ardern je karijeru započela radeći kao istraživačica u uredu premijerke Helen Clark. Kasnije je radila u Londonu, u uredu vlade, i izabrana je za predsjednicu Međunarodne unije socijalističke omladine. Ardern je prvi put izabran za zastupnika na općim izborima 2008., kad su Laburisti izgubili vlast nakon devet godina. Kasnije je izabrana kao zastupnik grada Mount Albert na dopunskim izborima u veljači 2017. godine. 
Ardern je 1. ožujka 2017. jednoglasno izabrana za zamjenika vođe Laburističke stranke, nakon ostavke Annette King. Samo pet mjeseci kasnije, nakon održanih izbora, vođa laburista Andrew Little podnio je ostavku nakon povijesno slabih anketnih rezultata stranke, a na njegovo mjesto je, na stranačkim izborima bez protukandidata, izabrana Ardern. Pod njenim vodstvom, stranka je na općim izborima 23. rujna 2017. osvojila 14 mjesta više nego na prethodnim izborima, osvojivši 46 mjesta, dok je suparnička Nacionalna stranka osvojila 56. Nakon razdoblja pregovora, New Zeland First je odlučio ući u manjinsku koalicijsku vladu s laburistima, koju je podržala Zelena stranka, s Ardernom kao premijerom; počevši od 26. listopada 2017. Postala je najmlađa šefica vlade na svijetu u dobi od 37 godina. Ardern je 21. lipnja 2018. rodila kćerku i tako postala druga izabrana premijerka koji je rodila dijete dok je bila na dužnosti (nakon Benazir Bhutto).
Ardern sebe opisuje kao socijaldemokrata i progresivca. Njena vlada usredotočila se naročito na stambenu krizu na Novom Zelandu, siromaštvo djece i socijalnu nejednakost. U ožujku 2019. godine, vodila je zemlju nakon pucnjave u džamiji u Christchurchu, brzo uvodeći stroge zakone o oružju kao odgovor. Pohvaljena je zbog upravljanja krizom vezanom za pandemiju COVID-19 na Novom Zelandu.

## Rani život i obrazovanje
Rođena u Hamiltonu, Novi Zeland, Ardern je odrasla kao mormon u Morrinsvilleu i Muruparau, gdje je njen otac Ross Ardern radio kao policajac, a njezina majka Laurell Ardern (rođena Bottomley), radila kao pomoćni radnik u školskom ugostiteljstvu.
Studirala je na koledžu Morrinsville, gdje je bila predstavnik učenika u školskom skrbničkom odboru.
Pronašla je svoj prvi posao dok je još bila u školi, radeći u lokalnoj prodavaonici ribe i čipsa.
Potom je pohađala Sveučilište u Waikatou, diplomirajući 2001. godine s diplomom studija studija komunikacija (BCS) iz politike i odnosa s javnošću.
Ardern je u politiku dovela njezina tetka, Marie Ardern, dugogodišnja članica Laburističke stranke, koja je regrutirala tinejdžerku Ardernu da joj pomogne u kampanji za zastupnika u New Plymouthu Harryja Duynhovena tijekom njegove predizborne kampanje na općim izborima 1999. godine.
Ardern se pridružila Laburističkoj stranci u dobi od 17 godina, i postala važna osoba u pomlatku Laburista. Nakon što je diplomirala na sveučilištu, provela je vrijeme radeći u uredima Phila Goffa i Helen Clark kao istraživačica. Nakon određenog vremena u New Yorku, gdje je volontirala u jušnoj kuhinji i radila na kampanji za radnička prava, Ardern se preselila u London gdje je postala viši savjetnik za "politiku 80 osoba" tadašnjeg britanskog premijera Tonyja Blaira. U Londonu nije upoznala Blaira, ali ga je na događaju na Novom Zelandu 2011. godine ispitivala invaziji na Irak. Ardern je također premještena u Home Office kako bi pomogla u preispitivanju policijskih postupaka u Engleskoj i Walesu.
Početkom 2008. Ardern je izabrana za predsjednicu Međunarodne unije socijalističke omladine, ulogu koja ju je odvel u nekoliko zemalja, uključujući Jordan, Izrael, Alžir i Kinu.

## Rana politička karijera

### Član parlamenta
Uoči izbora 2008., Ardern je bila 20. na listi Laburističke stranke. To je bio vrlo visok položaj za nekoga tko već nije bio zastupnik i praktički joj je osigurao mjesto u Parlamentu. U skladu s tim, Ardern se vratila iz Londona kako bi vodila kampanju puno radno vrijeme. Postala je i kandidat za Waikato. Ardern nije bila uspješna s preferencijalnim glasovima birača, ali joj je visoki položajana listi omogućio ulazak u parlament. Nakon izbora postala je najmlađi zastupnik u Parlamentu, naslijedivši zastupnika laburista Darrena Hughesa, a ostala je najmlađa zastupnica do izbora Garetha Hughesa 11. veljače 2010. godine.
Vođa oporbe Phil Goff promovirao je Ardernu u prvu klupu, i imenovao je glasnogovornicom Laburista za pitanja mladih i kao pomoćnog glasnogovornika za pravosuđe (pitanja mladih).
Redovito se pojavljivala na TVNZ-ovom programu Breakfast kao dio predstave "Mladi pištolji", u kojoj se pojavila zajedno s zastupnikom (i budućim čelnikom) Nacionalne stranke Simonom Bridgesom.
Ardern se natjecala za mandat u Auckland Central na općim izborima 2011., suprotstavivši se zastupniku Nikkiu Kayeu (Nacionalna stranka) i kandidatkinji Denise Roche (Zelena stranka). Unatoč ciljanju na zelene glasača, da strateški glasaju za nju, izgubila je od Kayea sa 717 glasova. Međutim, vratila se u Parlament preko stranačke liste na kojoj je bila na 13. mjestu. Ardern je održala ured u biračkom tijelu dok je bila zastupnica na listi sa sjedištem u Auckland Centralu.
Nakon što je Goff podnio ostavku iz rukovodstva stranke nakon njegovog poraza na izborima 2011., Ardern je podržala Davida Shearera protiv Davida Cunliffea. Bila je podignuta na četvrto mjesto u vladi u sjeni 19. prosinca 2011., postajući glasnogovornica društvenog razvoja pod novim vođom Davidom Shearerom.
Ardern se ponovno kandidirala u Auckland Central na općim izborima 2014. godine. Ponovo je završila na drugom mjestu, iako je povećala vlastite glasove i smanjila većinu Kayeja sa 717 na 600. Zauzela je peto mjesto na listi Laburista, Ardern je ipak vraćena u Parlament gdje je postala glasnogovornica Shadow za pravdu, djecu, malo gospodarstvo, umjetnost i kulturu pod novim čelnikom Andrewom Littleom.

#### Reizbor u Mount Albertu
Ardern je iznijela svoje ime za laburističku nominaciju za gornji izbor Mount Albert koja će se održati u veljači 2017. nakon ostavke Davida Shearera 8. prosinca 2016. Kad su se kandidature za Laburističku stranku zatvorile 12. siječnja 2017., Ardern je bio jedini kandidat i izabran je bez prijedloga. Ardern je 21. siječnja sudjelovao na Maršu za žene 2017., svjetskom prosvjedu protivljenja Donaldu Trumpu, novoindugiranom predsjedniku Sjedinjenih Država.
Potvrđena je kao kandidat za posao na sastanku 22. siječnja.
 Ardern je ostvarila glatku pobjedu, osvojivši 77% glasova.

#### Zamjenik vođe laburističke stranke
Nakon pobjede na dopunskim izborima, Ardern je 7. ožujka 2017. jednoglasno izabrana za zamjenicu vođe Laburističke stranke, nakon ostavke Annette King koja se namjeravala povući na sljedećim izborima. Njeno mjesto zauzeo je Raymond Huo

### Vođa opozicije
Dana 1. kolovoza 2017., samo sedam tjedana prije općih izbora 2017., preuzela je dužnost vođe Laburističke stranke i, shodno tome, postala vođa oporbe, nakon ostavke Andrewa Littlea. Little je odustao zbog povijesno niskog rejtinga stranke. Ardern je jednoglasno potvrđen na izborima za novog vođu na sastanku sa zastupnicima istog dana. S 37 godina, Ardern je postaje najmlađi lider Laburističke stranke u njenoj povijesti. Ona je i druga žena na čelu stranke nakon Helen Clark. Prema Ardern, Little joj je prišao 26. srpnja i rekao kako misli da bi ona tada trebala preuzeti laburiste jer smatra da ne može preokrenuti stvari za stranku, no Ardern je to odbila.
Na svojoj prvoj konferenciji za tisak nakon izbora za vođu, rekla je da će predstojeća izborna kampanja biti jedna od "nemilosrdnih pozitivnosti". Odmah nakon njezinog imenovanja, javne donacije za stranku su drastično porasle, dostižući 700 USD u minuti na svom vrhuncu. Njen izbor na čelo stranke pratio je niz pozitivnih kritika iz mnogih dijelova medija, uključujući međunarodne medije poput CNN-a.
Nakon Ardernovog uspona na čelno mjesto, popularnost Laburista u anketama je dradtično porasla. Krajem kolovoza, stranka je u anketi Colmara Bruntona dosegla 43% (u usporedbi s 24% pod Littleovim vodstvom) te prestigla "National" u istraživanjima javnog mnijenja, prvi put nakon više od deset godina. Kritičari su primijetili da su njezini politički pogledi ne razlikuju bitno od onih Andrewa Littlea i sugerirali su da je nagli porast popularnosti stranke posljedica njene mladosti i dobrog izgleda.
Sredinom kolovoza 2017., Ardern je izjavila da će laburistička vlada uspostaviti radnu skupinu za poreze koja bi istraživala mogućnost uvođenja poreza na kapitalni dobitak, ali isključila je oporezivanje obiteljskih kuća. Kao odgovor na negativan publicitet, Ardern je odustala od planiranja uvođenja poreza na kapitalnu dobit tijekom prvog mandata laburističke vlade. Glasnogovornik financija Grant Robertson kasnije je pojasnio da Laburisti neće uvesti nove poreze barem do izbora 2020. godine. Promjena politike popraćena je oštrim optužbama ministra financija Stevena Joycea da su Laburisti imali "rupu" od 11,7 milijardu dolara u svojoj poreznoj politici.
Vodni porezi i porezi na zagađenje, predloženi od strane Laburista i Zelenih, također su izazvale kritike poljoprivrednika. 18. rujna 2017., lobistička skupina za poljoprivredu Federated Farmers organizirali su prosvjed protiv poreza u Ardernovom rodnom gradu Morrinsvilleu. Vođa New Zealand First Winston Peters prisustvovao je prosvjednoj kampanji, ali su ga farmeri potjerali jer su sumnjali da se i on zalaže za poreze. Tijekom prosvjeda jedan je farmer prikazao znak koji naziva Arderna "lijepim komunistom". Ovo je kritizirala kao mizogini ispad bivša premijerka Helen Clark.
U posljednjim danima opće izborne kampanje ispitivanja javnog mnijenja su pokazala pad pordške Laburistima, a "National" su opet prešli u lagano vodstvo.

### Opći izbori 2017. godine
Preliminarni rezultati općih izbora pokazali su da su Laburisti dobili 35,79% glasova, a National 46,03%. Nakon prebrojavanja posebnih glasova, Laburisti su povećali svoj udio u glasovima na 36,89%, dok je Nacionalna stranka pala na 44,45%. Laburisti su dobili 14 mjesta, povećavajući zastupljenost u Parlamentu na 46 mjesta. To je bio najbolji rezultat za stranku od gubitka vlasti u 2008. godini. Nakon izbora, Ardern i zamjenik čelnika Kelvin Davis pregovarali su sa strankama Zelenih i New Zealand First oko formiranja koalicije, jer suparnička Nacionalna stranka nije ima doboljno mandata samostalno sastavljanje vlade. U skladu s proporcionalnim (MMP) sustavom glasanja zemlje, Novi Zeland Prvi je održao ravnotežu snaga i, stoga, mogao birati stranku koja će voditi koalicijsku vladu.

## Ardern kao premijerka
Dana 19. listopada 2017. vođa New Zealan First Winston Peters pristao je sklopiti koaliciju s laburistima, čime je Ardern postala premijerka. Ova koalicija dobiva povjerenje i opskrbu od Zelene stranke. Ardern je imenovao Peters kao potpredsjednika vlade i ministra vanjskih poslova. Također je dodijelila novozelandskim Prvim pet radnih mjesta u svojoj vladi, s Petersom i još tri ministra u kabinetu.
Dana 20. listopada Ardern je potvrdila da će imati ministarske portfelje nacionalne sigurnosti i obavještajne službe; Umjetnost, kultura i baština; i ranjiva djeca; odražavajući položaje u sjeni koje je zauzela kao vođa opozicije. Međutim, od 25. listopada 2017. njezina pozicija ministrice za ranjivu djecu zamijenjena je ulogom ministra za smanjenje siromaštva djece, dok je novozelandski prvi zastupnik Tracey Martin preuzeo ulogu ministrice za djecu. Službeno ju je zakleo generalni guverner Dame Patsy Reddy 26. listopada zajedno sa svojim ministarstvom . Nakon što je preuzela dužnost, Ardern je rekla da će njena vlada biti "usredotočena, empatična i jaka".
Ardern je treća premijerka Novog Zelanda nakon Jenny Shipley (1997–1999) i Helen Clark (1999–2008). Članica je Vijeća svjetskih lidera žena . Ulazeći u dužnost u dobi od 37 godina, Ardern je ujedno i najmlađi pojedinac koji je na čelu vlade Novog Zelanda postao još od Edwarda Stafforda, koji je postao premijer 1856. godine.
Ardern je 19. siječnja 2018. najavila da je trudna i da će Winston Peters šest mjeseci nakon poroda preuzeti ulogu vršitelja dužnosti premijera . Nakon rođenja kćeri uzela je porodiljni dopust od 21. lipnja do 2. kolovoza 2018.

### Domaća politika
Ardern namjerava prepoloviti dječje siromaštvo na Novom Zelandu u roku od deset godina. U srpnju 2018. Ardern je najavila početak svog vodećeg paketa Obiteljski paket vlade. Među njegovim odredbama, paket je postupno povećavao plaćeni roditeljski dopust na 26 tjedana i plaćao 60 USD tjedno obiteljima s malom djecom s malim i srednjim primanjima. 2019. vlada je započela s uvođenjem programa za ručkove u školi kako bi pomogla u smanjenju broja siromaštva djece. Ostali napori za smanjenje siromaštva uključivali su povećanje glavnih onlika socijalne pomoći, proširenje besplatnih posjeta liječniku, osiguravanje besplatnih menstruacijskih higijenskih proizvoda u školama i dodavanje državnom stambenom fondu.
Ekonomski, Ardernova vlada provodila je stalna povećanja minimalne plaće u zemlji i uvela Fond za razvoj pokrajina za ulaganje u projekte ruralne infrastrukture.
Njena vlada otkazala je planirano smanjenje poreza od strane Nacionalne stranke rekavši da će umjesto toga dati prednost izdatcima za zdravstvo i obrazovanje. Prva godina poslije-srednjoškolskog obrazovanja postala je besplatna od 1. siječnja 2018., a nakon industrijske akcije, vlada je pristala povećati plaću osnovnim nastavnicima za 12,8% (za početnike) i 18,5% (za starije učitelje bez drugih odgovornosti) do 2021. godine.
Ardern se protivi kriminalizaciji ljudi koji koriste kanabis na Novom Zelandu i založio se za održavanje referenduma o tom pitanju. Novi Zeland glasovat će o neobavezujućem referendumu o legalizaciji kanabisa u sklopu općih izbora 2020., koji bi se trebali održati 17. listopada 2020. godine.
Dana 2. veljače 2018. Ardern je otputovao u Waitangi na godišnju komemoraciju Dana Waitangija ; ostala je u Waitangi pet dana, što je bez presedana. Ardern je postala prva ženska premijerka koja je govorila s najvišeg mandata. Njezin je posjet većinom bio dobro prihvaćen od strane vođa Māori, a komentatori su primijetili oštar kontrast s oštrim odgovorima koje je dobilo nekoliko njenih prethodnika.
Dana 24. kolovoza 2018. Ardern je smijenila ministricu za radiodifuziju Clare Curran iz kabineta nakon što nije uspjela objaviti službeni sastanak. Curran je ostao ministar izvan kabineta, a Ardern je oporba kritizirana jer nije izbacila Curran iz njezinog portfelja. 7. rujna Ardern je prihvatio Curranovu ostavku.
Unatoč kampanji Laburističke stranke koja se borila za porez na kapitalnu dobit za posljednja tri izbora, Ardern se u travnju 2019. obvezala da vlada neće provoditi porez na kapitalnu dobit pod njenim vodstvom.
U rujnu 2019. Ardern je kritizirana zbog postupanja s optužbama za seksualno zlostavljanje protiv službenika Laburističke stranke. Izjavila je da su joj rekli da navod ne uključuje seksualno zlostavljanje ili nasilje prije nego što je 9. rujna u The Spinoffu objavljeno izvješće o incidentu. Mediji su ispitivali njen račun, pri čemu je jedna novinarka rekla da je Ardernovu tvrdnju "teško progutati".

### Vanjska politika
Dana 5. studenog 2017. Ardern je otputovala u službeno inozemno putovanje u Australiju, gdje se prvi put susreo s australijskim premijerom Malcolmom Turnbullom. Odnosi dviju zemalja bili su napeti u prethodnim mjesecima zbog australijskog tretmana Novozelanđana koji žive u toj zemlji, a neposredno prije nego što je preuzeo dužnost Ardern je govorio o potrebi da se popravi ta situacija i razviju bolji radni odnos s Australijska vlada. Turnbull je srdačno opisao sastanak: "vjerujemo jedni drugima., , Činjenica da smo iz različitih političkih tradicija je nebitna ". Ardern je otputovao u Vijetnam 9. novembra za svoju prvu posjetu samitu APEC-a .
U studenom 2017., ministar trgovine i rasta izvoza David Parker i Ardern najavili su da će vlada nastaviti sudjelovati u pregovorima o Trans-Pacifičkom partnerstvu unatoč protivljenju stranke Zelenih. Dana 25. listopada 2018. Novi Zeland ratificirao je revidirani sporazum, Sveobuhvatni i progresivni sporazum za trans-pacifičko partnerstvo koji je Ardern opisao kao bolji od prvobitnog sporazuma o TPP-u.
U prosincu 2017. Ardern je izrazila potporu rezoluciji UN-a kritizirajući odluku američkog predsjednika Donalda Trumpa da prizna Jeruzalem kao glavni grad Izraela, rekavši da su nas neke odluke, "koje smo vidjeli od međunarodnih aktera poput Sjedinjenih Država, nedavno ... vratile unatrag., a ne naprijed. "
20. travnja 2018. Ardern je prisustvovala sastanku šefova vlada Commonwealtha 2018. u Londonu, gdje je izabran da uputi zdravicu zajedništvu na državnom banketu svjetskih čelnika. Imala je i svoju prvu privatnu publiku s kraljicom Elizabetom II .
Dana 5. rujna Ardern je otputovala u Nauru, gdje je sudjelovao na forumu Pacifičkih otoka. Medijski i politički protivnici kritizirali su njezinu odluku da putuje odvojeno od ostatka svog kontingenta kako bi mogla provoditi više vremena sa svojom kćeri. Kritičari su naplatili kako bi dodatni let koštao porezne obveznike i do 100.000 NZ. Ardern je ranije odbijala prijedloge da ne treba prisustvovati Forumu, pozivajući se na tradiciju; bila bi prva premijerka Novog Zelanda od 1971. koja nije prisustvovala Forumu izvan izbornog ciklusa. Kasnije je kritizirana da nije susrela izbjeglice u Nauru.
Dana 24. rujna Ardern je postala prva ženska šefica koja je prisustvovala sastanku Generalne skupštine Ujedinjenih naroda sa svojom djetetom. U svom obraćanju Generalnoj skupštini 27. rujna pohvalili su Ujedinjene narode zbog njihovog multilateralizma, izrazili potporu svjetskoj mladosti i pozvali na trenutno skretanje pozornosti na učinke i uzroke klimatskih promjena, na jednakost žena i na ljubaznost kao osnovu za akciju.
U listopadu 2018. Ardern je pokrenuo pitanje kampova reedukaciju Xinjianga i kršenja ljudskih prava protiv ujgurske muslimanske manjine u Kini . Kina je zatvorila više od milijun Ujgura i drugih pretežno muslimanskih etničkih manjina u kineskoj sjeverozapadnoj provinciji Xinjiang u internacijske logore, gdje su zatvoreni bez ikakvih uvjeta ili bilo kakvih uvjeta puštanja. Ardern je izrazio zabrinutost zbog progona muslimana Rohingye u Mjanmaru. U studenom 2018. sastala se s mjanmarskom vođom Aung San Suu Kyi i ponudila bilo kakvu pomoć koju bi Novi Zeland mogao pružiti u rješavanju krize u Rohingji.
Dana 23. rujna 2019. na samitu Ujedinjenih naroda u New Yorku, Ardern je održao svoj prvi formalni sastanak s Donaldom Trumpom. Izvijestila je da je američki predsjednik pokazao "zanimanje" za shemu otkupa oružja na Novom Zelandu.
Dana 28. veljače 2020. Ardern je kritizirala australijsku politiku deportiranja Novozelanđana, od kojih su mnogi živjeli u Australiji, ali australsko državljanstvo nisu shvatili kao "korozivno" i štetno za odnose Australije i Novog Zelanda.
Dana 15. svibnja 2019. godine Ardern i francuski predsjednik Emmanuel Macron supredsjedavali sastankom na vrhu Christchurch poziva, koji je imao za cilj "okupiti zemlje i tehnološke tvrtke u pokušaju da se do kraja iskoristi mogućnost korištenja društvenih medija za organiziranje i promicanje terorizma i nasilja ekstremizam ”.

### Napad na džamije u Christchurchu
Dana 15. ožujka 2019. godine u dvije džamije u Christchurcha smrtno je ranjeno 51 osoba, a 49 je ozlijeđeno. U izjavi koju je prenosio na televiziji Ardern je izrazila sućut i izjavio da su pucnjavu izvršili osumnjičeni s "ekstremističkim pogledima" koji nemaju mjesto na Novom Zelandu, niti bilo gdje drugdje u svijetu. Opisala je to i kao dobro planirani teroristički napad .
Najavljujući razdoblje nacionalne žalosti, Ardern je bio prvi potpisnik knjige o nacionalnoj žalosti koju je otvorila u glavnom gradu, Wellingtonu. Također je otputovala u Christchurch da se sastane s prvim odgovorima i obiteljima žrtava. Ardern je dobila međunarodnu pohvalu za svoj odgovor na pucnjavu, a fotografija na kojoj je zagrlila člana muslimanske zajednice Christchurch s riječju "mir" na engleskom i arapskom jeziku projicirana je na Burj Khalifu, najvišu građevinu na svijetu. 25-metarski mural ove fotografije otkriven je u svibnju 2019.
Kao odgovor na napad, Ardern je najavila namjeru svoje vlade da uvede jače propise o oružju. Ona je rekla da je napad otkrio niz slabosti novog zakona na oružju na Novom Zelandu . 10. travnja 2019., manje od mjesec dana nakon napada, novozelandski parlament donio je zakon kojim se zabranjuje većina poluautomatskog oružja i jurišnih pušaka, dijelovi koji pištolje pretvaraju u poluautomatske puške i časopise većeg kapaciteta.
Prema ministru obrane Šri Lanke Ruwanu Wijewardeneu, uskrsna bombardiranja na Šri Lanki 2019. godine bili su odmazda za napad na džamije u Christchurchu. Međutim, ovo je doveo u pitanje Ardern koji je izjavio kako su bombardiranja vjerojatno bila planirana prije napada na Christchurch.

### Pandemija COVID-19
14. ožujka 2020. Ardern je kao odgovor na pandemiju COVID-19 na Novom Zelandu najavio da će vlada zahtijevati od ulaska u zemlju od ponoći 15. ožujka da se izolira na 14 dana. Ona je rekla da će nova pravila značiti da Novi Zeland ima "najšira i najstroža granična ograničenja u bilo kojoj zemlji na svijetu". 19. ožujka Ardern je izjavio da će granice Novog Zelanda biti zatvorene za sve ne-državljane i ne- stalne stanovnike, 20. ožujka, 23:59 ( NZDT ). Ardern je najavio da će Novi Zeland preći na razinu upozorenja 4, uključujući i zatvaranje širom zemlje, u 11:59   pm 25. ožujka.
Nacionalni i međunarodni mediji izvještavali su o vladinom odgovoru na čelu s Ardernom, pohvalivši njezino vodstvo i brz odgovor na izbijanje napada na Novom Zelandu. The Washington Post ' Fifield opisao je redovito korištenje intervjua, konferencija za tisak i društvenih medija kao ‘masterclassa u kriznog komuniciranja.’ Alastair Campbell, novinar i savjetnik u britanskoj vladi Tonyja Blaira, pohvalio je Ardernu kako se bavio ljudskim i ekonomskim posljedicama pandemije koronavirusa.
Sredinom travnja 2020. dva podnositelja zahtjeva podnijela su tužbu na Višem sudu u Aucklandu protiv Arderna i nekoliko vladinih dužnosnika, uključujući generalnu direktoricu zdravstva Ashley Bloomfield, tvrdeći da je zaključavanje uvedeno kao rezultat pandemije COVID-19 narušilo njihove slobode i napravljena je radi "političke dobiti". Tužbu je odbacila pravnica Mary Peters s Visokog suda u Aucklandu.
5. svibnja 2020. Ardern, njen australijski kolega Scott Morrison i nekoliko australskih državnih i teritorijalnih čelnika složili su se da će surađivati u razvoju preko-Tasman-ove sigurne putničke zone koja bi omogućila stanovnicima obje zemlje da slobodno putuju bez ograničenja putovanja kao dijela napora da se ublaže ograničenja koronavirusa.
Ankete javnog mnjenja nakon zatvaranja pokazuju da je Laburistička stranka imala gotovo 60 posto   centarske potpore. U svibnju 2020. Ardern je u anketi Newshub Reid Research 59,5% ocijenilo kao "preferiranog premijera "  - najbolji rezultat za bilo kojeg lidera u povijesti ankete Reid Research.

## Politički pogledi
Ardern je sebe opisala kao socijaldemokratkinju, progresivkinju, republikanku i feministkinju, navodeći Helen Clark kao političku heroinu, a kapitalizam je opisala kao "očit neuspjeh" zbog opsega dječjeg siromaštva i beskućništva na Novom Zelandu . Ona zagovara nižu stopu imigracije, sugerirajući smanjeje od oko 20 000 do 30 000. Nazvavši to "infrastrukturnim pitanjem", tvrdi ona, "nije bilo dovoljno planiranja o rastu stanovništva, nismo nužno pravilno ciljali na nedostatak svojih vještina". Međutim, ona želi povećati prihvat izbjeglica.
Ardern vjeruje da bi o zadržavanju ili ukidanju biračkih tijela Māora trebao odlučiti Māori, navodeći: "[Māori] nisu postavili potrebu da se ta mjesta ikinu, pa zašto bismo mi postavljali to pitanje?" Podržava obvezno učenje maorskog jezika u školama.
U rujnu 2017. Ardern je rekla da želi da na Novom Zelandu bude pokrenuta rasprava o uklanjanju monarha Novog Zelanda kao šefa države.
Ardern je zagovarala istospolni brak i glasala je za Amandman na brak (Definicija braka) iz 2013. godine. U 2018. godini postala je prva novozelandska premijerka koja je marširala u paradi ponosa . Ardern je podržao liberalizaciju zakona o pobačaju uklanjanjem pobačaja iz Zakona o zločinima iz 1961 . U ožujku 2020. glasala je za Zakon o zakonu o pobačaju kojim se mijenja zakon kojim se dekriminalizira pobačaj.
Osvrćući se na politiku Novog Zelanda bez nuklearki, opisala je djelovanje o klimatskim promjenama kao "antinuklearni trenutak moje generacije".
Ardern je izrazila potporu dvodržavnom rješenju izraelsko-palestinskog sukoba. Osudila je smrt Palestinaca tijekom protesta na granici Gaze.

## Počasti
Bila je jedna od petnaest žena koje je izabrana za naslovnicu britanskog Voguea, za rujan 2019. godine, od strane gostujuće urednice Meghan, vojvotkinja od Sussexa. Časopis Forbes postavio ju je na 38. mjesto među 100 najmoćnijih žena svijeta u 2019.
Uvrštena je na popis Time 100 u 2019. i ušla je u uži izbor za Time-ovu osobu godine 2019. Časopis je kasnije netočno nagađao da bi mogla osvojiti Nobelovu nagradu za mir 2019. među šest nabrojenih kandidata za postupanje s napadu na džamije u Christchurchu.